# Кеннеди, Джессика Паркер
Дже́ссика Па́ркер Ке́ннеди (англ. Jessica Parker Kennedy; род. 3 октября 1984, Калгари, Альберта) — канадская актриса. Наиболее известна по роли Мелиссы Глейзер в сериале «Тайный круг», Макс в «Чёрных парусах» и Норы Уэст-Аллен в «Флэш».

## Биография
Родилась 3 октября 1984 года в Калгари, Канада. Она имеет африканские, итальянские и русские корни. В 7 лет начала участвовать в местных театральных постановках. Окончив среднюю школу, она изучала театральное искусство в королевском колледже Маунт в Калгари.
Дебютировала в кино в 2006 году с ролью в фильме «Малыш Санта». В 2007 году снялась в сериале «Кая». В 2009 году сыграла одну из главных ролей в телесериале «Сумерки в Вальмонте». В 2010 году сыграла в пилоте сериала «Под прикрытием».
В 2011 году снялась в эпизоде фильма «Время», вместе с Джастином Тимберлейком и Амандой Сейфрид. С 2011 по 2012 год снималась в сериале «Тайный круг».
В 2014—2017 годах снималась в телесериале «Чёрные паруса».
В 2018—2019 годах играла Нору Уэст-Аллен в сериале «Флэш», в 2021 году вернулась к этой роли.

## Фильмография
| Год       |     | Русское название              | Оригинальное название           | Роль                     |
| --------- | --- | ----------------------------- | ------------------------------- | ------------------------ |
| 2006      | тф  | Малыш Санта                   | Santa Baby                      | Люси Эльф                |
| 2007      | в   | Приманки 2: Второе обольщение | Decoys 2: Alien Seduction       | девушка                  |
| 2007      | с   | Кая                           | Kaya                            | Натали                   |
| 2008      | в   | Ещё одна история о Золушке    | Another Cinderella Story        | Тэмми                    |
| 2008      | тф  | Часы отчаяния                 | Desperate Hours: An Amber Alert | Сэнди                    |
| 2008—2010 | с   | Тайны Смолвилля               | Smallville                      | Бетт Санс Соук / Пластик |
| 2009      | с   | Охи-вздохи                    | Exes & Ohs                      | Эми                      |
| 2009      | с   | Страх как он есть             | Fear Itself                     | Бекка                    |
| 2009      | с   | Душа                          | Soul                            | Алисия Сэнг              |
| 2009      | с   | Сумерки в Вальмонте           | Valemont                        | Беатрис                  |
| 2009      | тф  | Малыш Санта 2                 | Santa Baby 2                    | Люси Эльф                |
| 2009—2010 | с   | Охотники за монстрами         | The Troop                       | Лорел                    |
| 2010      | с   | Vизитёры                      | V                               | Грейс                    |
| 2010      | кор | Карма                         | Karma Inc.                      | Кэнди                    |
| 2010      | с   | Под прикрытием                | Undercovers                     | Лиззи                    |
| 2010      | с   | Братья и сёстры               | Brothers & Sisters              | Энджи                    |
| 2010      | с   | Обмани меня                   | Lie to Me                       | Элисон Робертс           |
| 2011      | тф  | Бегемот                       | Behemoth                        | Зое                      |
| 2011      | с   | Посредник Кейт                | Fairly Legal                    | Джессика Норд            |
| 2011      | тф  | Столкновение с Землёй         | Collision Earth                 | Брук Адамсон             |
| 2011      | ф   | У меня рак                    | 50/50                           | Джекки                   |
| 2011      | ф   | Время                         | In Time                         | Эдуарда                  |
| 2011      | ф   | Тухлое мясо                   | Bad Meat                        | Эстелль                  |
| 2011—2012 | с   | Тайный круг                   | The Secret Circle               | Мелисса Глэйсер          |
| 2012—2013 | с   | 90210: Новое поколение        | 90210                           | Меган Роуз               |
| 2013      | тф  | Почти замужем                 | Nearlyweds                      | Кейси                    |
| 2014—2017 | с   | Чёрные паруса                 | Black Sails                     | Макс                     |
| 2015      | ф   | Идеальный парень              | The Perfect Guy                 | Рейчел                   |
| 2017      | с   | Колония                       | Colony                          | Майя                     |
| 2017      | ф   | Близнецы                      | Gemini                          | Сиерра                   |
| 2017      | с   | Супергёрл                     | Supergirl                       | Нора Уэст-Аллен / XS     |
| 2018      | ф   | Веб-камера                    | Cam                             | Кэти                     |
| 2018—2023 | с   | Флэш                          | The Flash                       | Нора Уэст-Аллен / XS     |
| 2019      | ф   | Этика бизнеса                 | Business Ethics                 | доктор Гудбоди           |
| 2021      | ф   | Будь моими глазами            | See for Me                      | Келли                    |